# Segno di Russell

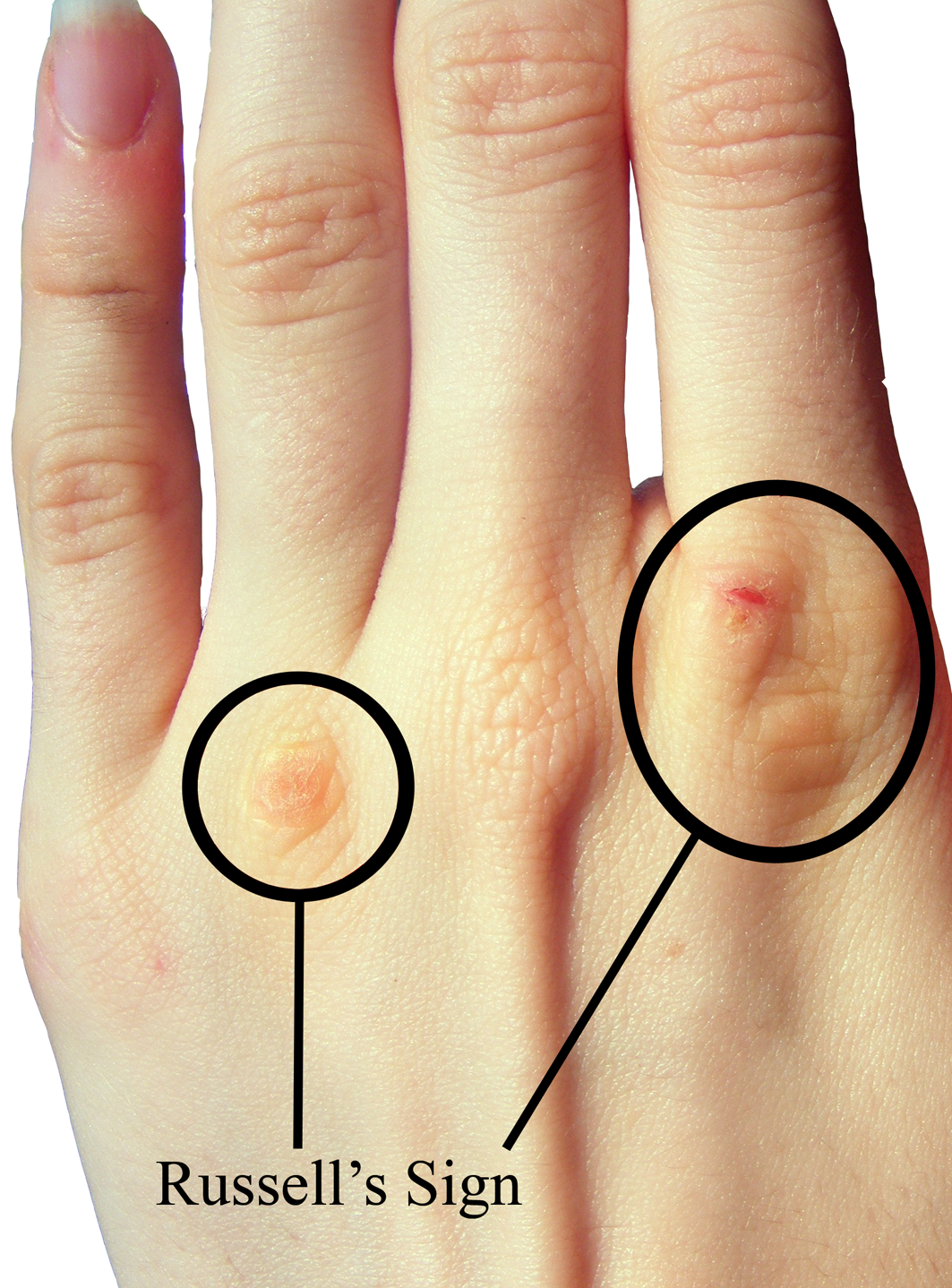

Con segno di Russell, dal nome dello psichiatra britannico Gerald Russell, si intende la presenza di callosità o lesioni sulle nocche o sul dorso della mano prodotte da ripetuti tentativi di indurre il riflesso del vomito per lunghi periodi. Sono prodotti dalla sfregamento degli incisivi sulla mano a volte con l'evidente presenza di segni di morsi. L'evidenza di tali manifestazioni è considerata uno degli indicatori fisici della presenza di disturbi del comportamento alimentare come bulimia nervosa o anoressia.